# Coburger Turnerschaft 1861 2014-2015
Questa voce raccoglie le informazioni riguardanti il Coburger Turnerschaft 1861 nelle competizioni ufficiali della stagione 2014-2015.

## Organigramma societario
Area direttiva
- Presidente: André Dehler

Area tecnica
- Allenatore: Milan Marić
- Allenatore in seconda: Volker Pohl

Area sanitaria
- Medico: Dirk Rothhaupt
- Fisioterapista: Cindy-Nadine Rühr

## Rosa
| N° | Nome                  | Ruolo | Data di nascita  | Nazionalità sportiva |
| -- | --------------------- | ----- | ---------------- | -------------------- |
| 1  | Nikola Poluga         | C     | 1º marzo 1986    | Serbia               |
| 2  | Itamar Stein          | S/O   | 12 febbraio 1983 | Israele              |
| 4  | Noah Baxpöhler        | C     | 13 agosto 1993   | Germania             |
| 5  | Vuk Karanović         | S     | 18 dicembre 1987 | Croazia              |
| 6  | Maximilian Meuter     | S     | 24 novembre 1989 | Germania             |
| 7  | Thiago Welter         | L     | 4 aprile 1988    | Brasile              |
| 9  | Hans-Peter Nürnberger | S/O   | 25 luglio 1985   | Germania             |
| 10 | Sven Kellermann       | C     | 17 luglio 1987   | Germania             |
| 12 | Patrick Speta         | P     | 15 novembre 1991 | Rep. Ceca            |
| 13 | Moritz Karlitzek      | S     | 12 agosto 1996   | Germania             |
| 16 | Maximilian Horn       | P     | 7 agosto 1996    | Germania             |
| 17 | Leonhard Tille        | L     | 17 marzo 1995    | Germania             |
| 18 | Adam Kocian           | P     | 1º aprile 1995   | Germania             |